# 笹本征男
笹本 征男（ささもと ゆくお、1944年 - 2010年3月20日）は、日本の在野の歴史家。専門は日本占領史。
「大量虐殺を受けた側が、それをなした側に全面協力して、その大量虐殺兵器の効果を徹底的に科学調査し、その成果を余すところなく提供する、という転倒がなぜ成立したのか」という視点からアメリカ合衆国原爆傷害調査委員会（ＡＢＣＣ）の成立過程や対米協力の実態を研究、主著『米軍占領下の原爆調査 原爆加害国になった日本』にまとめたのを始め、多くの論文を発表した。

## 経歴
島根県益田市生まれ。島根県立益田高等学校卒業後、上京して働き始めた。市民グループ「原爆文献を読む会」に参加、フリーライターで原爆被爆問題に詳しい中島龍美に出会い、当時援護対象外であった在韓被爆者の存在を知って支援活動に加わる。また、働きながら中央大学法学部に通い、竹前栄治（日本占領史専攻、のち東京経済大学教授）に占領史を学ぶ。
大学卒業後、塾講師やビル清掃などの仕事をするかたわら国立国会図書館などに通って文献を読破し、アメリカ軍による日本占領、原爆投下などに関する論文、著作を発表し続けた。2008年1月に中島龍美が死去、その後を継いで在韓被爆者問題市民会議の代表となった。
2002年にがんを発症、生活保護を受けながらひとり闘病と研究を続けていたが、2010年2月半ばに入院、翌月誰にも看取られず前立腺癌で死亡した。

## 著書・訳書・論文
- 『米軍占領下の原爆調査 原爆加害国になった日本』新幹社、1995年10月 ISBN 4-915924-65-3
- ボーエン・C・ディーズ 著、笹本征男訳『占領軍の科学技術基礎づくり 占領下日本1945～1952』原題: The allied occupation and Japan's economic miracle 河出書房新社、2003年2月 ISBN 4-309-90524-2
- 『いずも―詩集』土曜美術社出版販売、2005年10月 ISBN 978-4812015094
- 笹本征男「高橋博子『封印されたヒロシマ・ナガサキ--米核実験と民間防衛計画』」『科学史研究 [第2期]』第48巻第249号、日本科学史学会、2009年、56-58頁、ISSN 00227692、NAID 110007160595。
- 笹本征男「日本軍・重慶戦略大爆撃を考える 日本国民に見えた重慶と見えなかった重慶(第1回)日本国民に見えた重慶--大爆撃の「戦果」報道とは何か」『人民の力』第853号、人民の力、2007年5月、17-19頁、NAID 40015342641。
- 笹本征男「朝鮮戦争と沖縄--沖縄タイムスを読んで(2)朝鮮戦争勃発直後の沖縄」『人民の力』第841号、人民の力、2006年10月、23-26頁、NAID 40007454129。
- 笹本征男「朝鮮戦争と沖縄--沖縄タイムスを読んで(1)沖縄の歴史記述における朝鮮戦争」『人民の力』第840号、人民の力、2006年10月、19-21頁、NAID 40007433383。
- 笹本征男「なぜ、日本人は靖国神社を閉鎖できなかったのか--六十年前の靖国から」『軍縮問題資料』第301号、軍縮市民の会・軍縮研究室、2005年12月、38-43頁、ISSN 02870177、NAID 40007009273。
- 笹本征男「核の世界を超える 原爆加害国になった日本--米軍占領下の原爆調査から(第2回)被害国日本の大調査プロジェクト--何のための、誰のための調査か」『季刊軍縮地球市民』第2号、明治大学軍縮平和研究所、2005年9月、160-167頁、NAID 40007119581。
- 笹本征男「原爆加害国になった日本--米軍占領下の原爆調査から(1)原爆被害調査の真実 (特集 核の世界を超える)」『季刊軍縮地球市民』第1号、明治大学軍縮平和研究所、2005年6月、88-99頁、NAID 40007104493。
- 笹本征男「益田事件 : 私的なノート(地域社会における在日朝鮮人とGHQ / 朝鮮研究会編)」『東西南北 別冊01』第1号、和光大学総合文化研究所、2000年12月、56-72頁、NAID 120006412034。
- 竹前栄治, 笹本征男「朝鮮戦争と「国連軍」地位協定--日本の位置」『東京経大学会誌 経済学』第217号、東京経済大学経済学会、2000年3月、167-189頁、ISSN 13486403、NAID 40002591150。
- 「「米軍占領下の原爆調査」笹本征男」『思想』第902号、岩波書店、1999年8月、122-125頁、ISSN 03862755、NAID 40001547674。
- 笹本征男「阿波丸事件と原爆--戦後日米関係の原形」『UP』第26巻第8号、東京大学出版会、1997年8月、1-5頁、ISSN 09133291、NAID 40000044792。
- 吉岡斉, 笹本征男「核時代とは何か (特集=科学者とは誰か)」『現代思想』第24巻第6号、青土社、1996年5月、70-96頁、NAID 40001112414。
- 竹前栄治, 松野雅子, 笹本征男「占領期の渉外行政--元厚生省渉外課長斎田晃氏に聞く」『東京経大学会誌』第183号、東京経済大学、1993年9月、35-69頁、ISSN 04934091、NAID 40002590833。